# Tragoscelis acuticollis
Tragoscelis acuticollis es una especie de coleóptero de la familia Endomychidae.

## Distribución geográfica
Habita en Borneo (Asia).